# Indosasa sondongensis
Indosasa sondongensis är en gräsart som beskrevs av To Quyen Nguyen. Indosasa sondongensis ingår i släktet Indosasa och familjen gräs. Inga underarter finns listade i Catalogue of Life.